# Igreja Matriz de Lardosa
refer
A Igreja Matriz de Lardosa, também referida como Igreja Paroquial de Lardosa e Igreja de São Martinho, é uma edificação de estilo barroco localizada na freguesia de Lardosa, no Município de Castelo Branco, em Portugal. Possui talha dourada no altar-mor.